# آبشار سلیلو
آبشار سلیلو (به انگلیسی: Celilo Falls) آبشاری است به پهنای ۳۲۱۹ متر که در کشور ایالات متحده آمریکا واقع شده‌است و بلندترین ریزشگاه آن ۷ متر ارتفاع دارد.
حوضهٔ آبریز این آبشار، رودخانه کلمبیا است که میانگین سرعت جریان سالیانهٔ آن، ۵۴۱۵ مترمکعب بر ثانیه است.